# Microspingus
Microspingus — рід горобцеподібних птахів родини саякових (Thraupidae). Представники цього роду мешкають в Південній Америці.

## Таксономія і систематика
Представників роду Microspingus раніше відносили до роду Свертушка (Poospiza). Однак молекулярно-філогенетичне дослідження, результати якого були опубліковані у 2014 році, показало, що рід Poospiza був поліфілітичним. За результатами подальшої реорганізації вісім видів були переведені з роду Свертушка (Poospiza) до відновленого роду Microspingus. Цей рід є сестринським по відношенню до чорного плюшівника з монотипового роду Urothraupis та до пардуско з монотипового роду Nephelornis.

## Види
Виділяють вісім видів:
- Свертушка рудогуза (Microspingus lateralis)
- Свертушка сіровола (Microspingus cabanisi)
- Свертушка рудоброва (Microspingus erythrophrys)
- Свертушка маранонська (Microspingus alticola)
- Свертушка чорновола (Microspingus torquatus)
- Зеленяр вохристоволий (Microspingus trifasciatus)
- Свертушка чорноголова (Microspingus melanoleucus)
- Свертушка сіра (Microspingus cinereus)

## Етимологія
Наукова назва роду Microspingus походить від сполучення слів  μικρος — малий і σπιγγος — в'юрок.